# Niżnije Dieriewieńki
Niżnije Dieriewieńki (ros. Нижние Деревеньки) – wieś (ros. село, trb. sieło) w zachodniej Rosji, w sielsowiecie bolszeugonskim rejonu lgowskiego w obwodzie kurskim.

## Geografia
Miejscowość położona jest nad Sejmem u ujścia do niego dopływów Apoki i Byka, 10 km od centrum administracyjnego sielsowietu (Bolszyje Ugony), 1 km na północny wschód od centrum administracyjnego rejonu (Lgow), 62 km na południowy zachód od Kurska, 2 km od drogi regionalnego znaczenia 38K-017 (Kursk – Lgow – Rylsk – granica z Ukrainą) – część trasy europejskiej E38.
We wsi znajdują się ulice: Kujbyszewa, Kurskaja, Połujanowa i Sowietskaja (331 posesji).
Klimat
Miejscowość, jak i cały rejon, znajduje się w strefie klimatu kontynentalnego z łagodnym ciepłym latem i równomiernie rozłożonymi opadami rocznymi (Dfb w klasyfikacji klimatów Köppena).

## Demografia
W 2010 r. wieś zamieszkiwały 583 osoby.